# Jocelyn Guèvremont
Jocelyn Guèvremont, född 1 mars 1951 i Montréal, Québec, är en kanadensisk före detta professionell ishockeyspelare. Repesenterade Team Canada 1972. i summer series